# 경산과학고등학교
경산과학고등학교(慶山科學高等學校)는 대한민국 경상북도 경산시 갑제동에 있는 공립 과학고등학교이다.

## 학교 연혁
- 2004년 12월 : 새한고등학교 설립인가(6학급)
- 2005년 5월 : 교명변경 경산과학고등학교(3학급)
- 2005년 5월 : 경산과학고등학교(3학급, 완성 9학급) 변경 승인
- 2007년 3월 : 초대 차종렬 교장 취임
- 2007년 3월 : 제1회 입학식(남 40명, 여 22명 계 62명)
- 2007년 11월 : 개교식 행사
- 2007년 12월 : 글숲길 도서관 개관(장서 10,172권)
- 2009년 2월 : 제1기 조기 졸업(38명)
- 2010년 5월 : 천문대 준공(600mm 주망원경, 슬라이딩 돔, 160 굴절식외 5종)
- 2011년 1월 : 경산별마루천문대 개관
- 2015년 3월 : 교육부요청 경북교육청지정 연구시범학교 운영(3년간 과학고 AP제도 연구)
- 2022년 9월 26일 : 기숙사 리모델링
- 2023년 2월 3일 : 제14기 졸업(39명), 제15기 조기졸업(23명)
- 2023년 3월 2일 : 제17기 신입생 3학급 60명 입학
- 2023년 9월 1일 : 제8대 김덕남 교장 취임

## 설치 학과
- 과학과

## 참고 자료
- 경산과학고등학교 - 한국교육학술정보원 학교알리미